# 西藏卫矛
西藏卫矛（学名：Euonymus tibeticus）是卫矛科卫矛属的植物。分布于锡金以及中国大陆的西藏等地，生长于海拔3,000米至3,100米的地区，常生于林缘灌丛，目前尚未由人工引种栽培。